# Gran Premio del Belgio 2009
Il Gran Premio del Belgio 2009 è stata la dodicesima prova della stagione 2009 del Campionato mondiale di Formula 1. Si è corsa domenica 30 agosto 2009 sul Circuito di Spa-Francorchamps. La gara è stata vinta dal finlandese Kimi Räikkönen su Ferrari, al diciottesimo successo nel mondiale. Ha preceduto sul traguardo l'italiano Giancarlo Fisichella su Force India-Mercedes e il tedesco Sebastian Vettel su Red Bull-Renault.
Questo Gran Premio segna l'ultima apparizione in F1 per Luca Badoer.

## Vigilia

### Calendario 2010
Viene diffusa una prima stesura del calendario per la stagione 2010. L'apertura sarebbe in Bahrain, la chiusura ad Abu Dhabi. Vi sarebbe il ritorno del Canada ma non della Francia, né l'esordio della Corea. Il Gran Premio di Gran Bretagna sarebbe spostato a Donington Park mentre quello del Giappone sarebbe fissato a Suzuka. Si prospetta la possibilità dell'alternanza di questo Gran Premio con quello del Nürburgring in quanto gli organizzatori dei due gran premi devono fare i conti con la scarsità di fondi economici.

### Aspetti tecnici
La Bridgestone ha annunciato che per il gran premio avrebbe fornito coperture di tipo morbido e medio.

## Prove
Nella prima sessione del venerdì si è avuta questa situazione:
| Pos | N  | Pilota          | Squadra-Motore | Tempo    | Gap   | Giri |
| --- | -- | --------------- | -------------- | -------- | ----- | ---- |
| 1   | 9  | Jarno Trulli    | Toyota         | 1'49"675 |       | 13   |
| 2   | 22 | Jenson Button   | Brawn-Mercedes | 1'50"283 | 0"608 | 18   |
| 3   | 7  | Fernando Alonso | Renault        | 1'50"368 | 0"693 | 13   |

Nella seconda sessione del venerdì si è avuta questa situazione:
| Pos | N  | Pilota         | Squadra-Motore   | Tempo    | Gap   | Giri |
| --- | -- | -------------- | ---------------- | -------- | ----- | ---- |
| 1   | 1  | Lewis Hamilton | McLaren-Mercedes | 1'47"201 |       | 29   |
| 2   | 10 | Timo Glock     | Toyota           | 1'47"217 | 0"016 | 29   |
| 3   | 4  | Kimi Räikkönen | Ferrari          | 1'47"285 | 0"084 | 26   |

Nella sessione del sabato mattina si è avuta questa situazione:
| Pos | N  | Pilota        | Squadra-Motore       | Tempo    | Gap   | Giri |
| --- | -- | ------------- | -------------------- | -------- | ----- | ---- |
| 1   | 6  | Nick Heidfeld | BMW Sauber           | 1'45"388 |       | 17   |
| 2   | 9  | Jarno Trulli  | Toyota               | 1'45"462 | 0"074 | 18   |
| 3   | 20 | Adrian Sutil  | Force India-Mercedes | 1'45"677 | 0"289 | 20   |

## Qualifiche
Nella sessione di qualificazione si è avuta questa situazione:
| Pos | N  | Pilota               | Costruttore/Motore   | Q1       | Q2       | Q3       | Griglia | Massa |
| --- | -- | -------------------- | -------------------- | -------- | -------- | -------- | ------- | ----- |
| 1   | 21 | Giancarlo Fisichella | Force India-Mercedes | 1'45"102 | 1'44"667 | 1'46"308 | 1       | 648   |
| 2   | 9  | Jarno Trulli         | Toyota               | 1'45"140 | 1'44"503 | 1'46"395 | 2       | 656,5 |
| 3   | 6  | Nick Heidfeld        | BMW Sauber           | 1'45"566 | 1'44"709 | 1'46"500 | 3       | 655   |
| 4   | 23 | Rubens Barrichello   | Brawn-Mercedes       | 1'45"237 | 1'44"834 | 1'46"513 | 4       | 644,5 |
| 5   | 5  | Robert Kubica        | BMW Sauber           | 1'45"655 | 1'44"557 | 1'46"586 | 5       | 649   |
| 6   | 4  | Kimi Räikkönen       | Ferrari              | 1'45"579 | 1'44"953 | 1'46"633 | 6       | 655   |
| 7   | 10 | Timo Glock           | Toyota               | 1'45"450 | 1'44"877 | 1'46"677 | 7       | 694,7 |
| 8   | 15 | Sebastian Vettel     | RBR-Renault          | 1'45"372 | 1'44"592 | 1'46"761 | 8       | 662,5 |
| 9   | 14 | Mark Webber          | RBR-Renault          | 1'45"350 | 1'44"924 | 1'46"788 | 9       | 658   |
| 10  | 16 | Nico Rosberg         | Williams-Toyota      | 1'45"486 | 1'45"047 | 1'47"362 | 10      | 670   |
| 11  | 20 | Adrian Sutil         | Force India-Mercedes | 1'45"239 | 1'45"119 |          | 11      | 678,5 |
| 12  | 1  | Lewis Hamilton       | McLaren-Mercedes     | 1'45"767 | 1'45"122 |          | 12      | 693,5 |
| 13  | 7  | Fernando Alonso      | Renault              | 1'45"707 | 1'45"136 |          | 13      | 684,4 |
| 14  | 22 | Jenson Button        | Brawn-Mercedes       | 1'45"761 | 1'45"251 |          | 14      | 694,2 |
| 15  | 2  | Heikki Kovalainen    | McLaren-Mercedes     | 1'45"705 | 1'45"259 |          | 15      | 697   |
| 16  | 12 | Sébastien Buemi      | STR-Ferrari          | 1'45"951 |          |          | 16      | 685   |
| 17  | 11 | Jaime Alguersuari    | STR-Ferrari          | 1'46"302 |          |          | 17      | 704,5 |
| 18  | 17 | Kazuki Nakajima      | Williams-Toyota      | 1'46"307 |          |          | 18      | 706,1 |
| 19  | 8  | Romain Grosjean      | Renault              | 1'46"359 |          |          | 19      | 704,7 |
| 20  | 3  | Luca Badoer          | Ferrari              | 1'46"957 |          |          | 20      | 691,5 |

## Gara
Alla partenza resta ferma la Brawn di Barrichello, Räikkönen con una grande scatto si posiziona alle spalle di Fisichella e Robert Kubica per passare poi il polacco sulla retta di Kemmel. Trulli, toccato da Heidfeld all’uscita della Source, è costretto a rientrare ai box per sostituire l'alettone anteriore. Alla chicane Les Combes Grosjean colpisce al posteriore il leader del mondiale Button, innescando una carambola che coinvolge anche il campione del mondo Hamilton e Algersuari; i quattro sono costretti al ritiro. Per permettere la pulizia della pista entra la safety car. Effettuano uno stop, oltre a Trulli, anche Barrichello e Sutil. Dietro alla safety car, l’ordine è Fisichella, Raikkonen, Kubica, Glock, Webber, Heidfeld, Rosberg e Vettel. Alla ripartenza Räikkönen sfrutta il KERS e passa Fisichella sempre a Kemmel; identica manovra riesce a Vettel a scapito di Rosberg.
Kubica apre la prima tornata di stop al giro 11, copiato da Glock che perde parecchio tempo. Ferrari e Force India si copiano facendo rientrare contemporaneamente i due piloti di testa al giro 13, con Raikkonen che resta davanti di misura. Nel traffico dei box, Webber si prende un drive trough per unsafe release su Heidfeld; il tedesco riesce comunque a passare nel giro 14 con un grande sorpasso all’esterno a le Combes, prima che l’australiano torni ai box per scontare la penalità. Vettel ottiene il giro più veloce, prima di fermarsi al sedicesimo giro, salendo virtualmente al quarto posto. Alcuni piloti puntano infatti a effettuare un solo stop; al ventesimo giro dietro ai primi due, c’è dunque Alonso, seguito da Kubica, Kovalainen, Buemi, Vettel ed Heidfeld.
Al ventiquattresimo giro il pit stop dello spagnolo della Renault si prolunga per ben 35 secondi per un problema all’anteriore sinistra danneggiata in un contatto alla prima curva della gara. Per il tempo perso e, temendo il ripetersi dell’Ungheria, il team opta per un ritiro precauzionale. Kubica si ferma al giro 29, per il secondo stop, seguito, un giro dopo, dai due leader, divisi da un secondo. Le posizioni non mutano mentre Vettel, costantemente il più veloce in pista, sale al terzo posto dopo il pit stop al giro 35. A due giri dal termine dal motore di Barrichello inizia a uscire del fumo bianco. Il pilota brasiliano, autore di una gara regolare con un unico stop, dopo quello iniziale, al giro 27, riesce a vedere lo stesso Il traguardo, chiudendo al settimo posto e recuperando due punti sul compagno di squadra Button; invece Webber conclude nono non riuscendo ad approfittare del ritiro del pilota britannico. Chiudono a punti entrambe le BMW (prima volta in stagione).
La classifica finale del GP è stata:
| Pos | N  | Pilota               | Costruttore/Motore   | Giri | Tempo/Ritiro                  | Griglia | Punti |
| --- | -- | -------------------- | -------------------- | ---- | ----------------------------- | ------- | ----- |
| 1   | 4  | Kimi Räikkönen       | Ferrari              | 44   | 1h 23'50"995                  | 6       | 10    |
| 2   | 21 | Giancarlo Fisichella | Force India-Mercedes | 44   | +0"939                        | 1       | 8     |
| 3   | 15 | Sebastian Vettel     | RBR-Renault          | 44   | +3"875                        | 8       | 6     |
| 4   | 5  | Robert Kubica        | BMW Sauber           | 44   | +9"966                        | 5       | 5     |
| 5   | 6  | Nick Heidfeld        | BMW Sauber           | 44   | +11"276                       | 3       | 4     |
| 6   | 2  | Heikki Kovalainen    | McLaren-Mercedes     | 44   | +32"763                       | 15      | 3     |
| 7   | 23 | Rubens Barrichello   | Brawn-Mercedes       | 44   | +35.461                       | 4       | 2     |
| 8   | 16 | Nico Rosberg         | Williams-Toyota      | 44   | +36"208                       | 10      | 1     |
| 9   | 14 | Mark Webber          | RBR-Renault          | 44   | +36"959                       | 9       |       |
| 10  | 10 | Timo Glock           | Toyota               | 44   | +41"490                       | 7       |       |
| 11  | 20 | Adrian Sutil         | Force India-Mercedes | 44   | +42"636                       | 11      |       |
| 12  | 12 | Sébastien Buemi      | STR-Ferrari          | 44   | +46"106                       | 16      |       |
| 13  | 17 | Kazuki Nakajima      | Williams-Toyota      | 44   | +54"241                       | 18      |       |
| 14  | 3  | Luca Badoer          | Ferrari              | 44   | +1'42"177                     | 20      |       |
| Rit | 7  | Fernando Alonso      | Renault              | 26   | Danni ruota                   | 13      |       |
| Rit | 9  | Jarno Trulli         | Toyota               | 21   | Freni                         | 2       |       |
| Rit | 22 | Jenson Button        | Brawn-Mercedes       | 0    | Collisione con R. Grosjean    | 14      |       |
| Rit | 8  | Romain Grosjean      | Renault              | 0    | Collisione con J. Button      | 19      |       |
| Rit | 1  | Lewis Hamilton       | McLaren-Mercedes     | 0    | Collisione con J. Alguersuari | 12      |       |
| Rit | 11 | Jaime Alguersuari    | STR-Ferrari          | 0    | Collisione con L. Hamilton    | 17      |       |

## Statistiche
- Prima pole position, punti mondiali e podio: Force India
- Prima pole position: Giancarlo Fisichella dal Gran Premio della Malesia 2006
- Prima prima-fila tutta italiana: dal Gran Premio d'Australia 2005
- Quarta vittoria al Gran Premio del Belgio: Kimi Räikkönen
- Prima vittoria: Kimi Räikkönen dal Gran Premio di Spagna 2008
- Primo podio: Giancarlo Fisichella dal Gran Premio del Giappone 2006
- Primi punti per tre team che usano il motore Mercedes nella stessa gara. Giancarlo Fisichella (Force India), Heikki Kovalainen (McLaren) e Rubens Barrichello (Brawn GP) hanno realizzato dei punti con il motore Mercedes.
- Primo ritiro del 2009: Jenson Button, Lewis Hamilton, Jaime Alguersuari, Romain Grosjean

## Classifiche Mondiali

### Piloti
| Pos | Pilota               | Punti |
| --- | -------------------- | ----- |
| 1   | Jenson Button        | 72    |
| 2   | Rubens Barrichello   | 56    |
| 3   | Sebastian Vettel     | 53    |
| 4   | Mark Webber          | 51,5  |
| 5   | Kimi Räikkönen       | 34    |
| 6   | Nico Rosberg         | 30,5  |
| 7   | Lewis Hamilton       | 27    |
| 8   | Jarno Trulli         | 22,5  |
| 9   | Felipe Massa         | 22    |
| 10  | Heikki Kovalainen    | 17    |
| 11  | Timo Glock           | 16    |
| 12  | Fernando Alonso      | 16    |
| 13  | Nick Heidfeld        | 10    |
| 14  | Giancarlo Fisichella | 8     |
| 15  | Robert Kubica        | 8     |
| 16  | Sébastien Buemi      | 3     |
| 17  | Sébastien Bourdais   | 2     |

### Costruttori
| Pos | Team                 | Punti |
| --- | -------------------- | ----- |
| 1   | Brawn-Mercedes       | 128   |
| 2   | RBR-Renault          | 104,5 |
| 3   | Ferrari              | 56    |
| 4   | McLaren-Mercedes     | 44    |
| 5   | Toyota               | 38,5  |
| 6   | Williams-Toyota      | 30,5  |
| 7   | BMW Sauber           | 18    |
| 8   | Renault              | 16    |
| 9   | Force India-Mercedes | 8     |
| 10  | STR-Ferrari          | 5     |

## Decisioni della FIA
Non vengono presi provvedimenti sull'incidente al 1º giro tra Lewis Hamilton e Jaime Alguersuari.